# Kurvatur

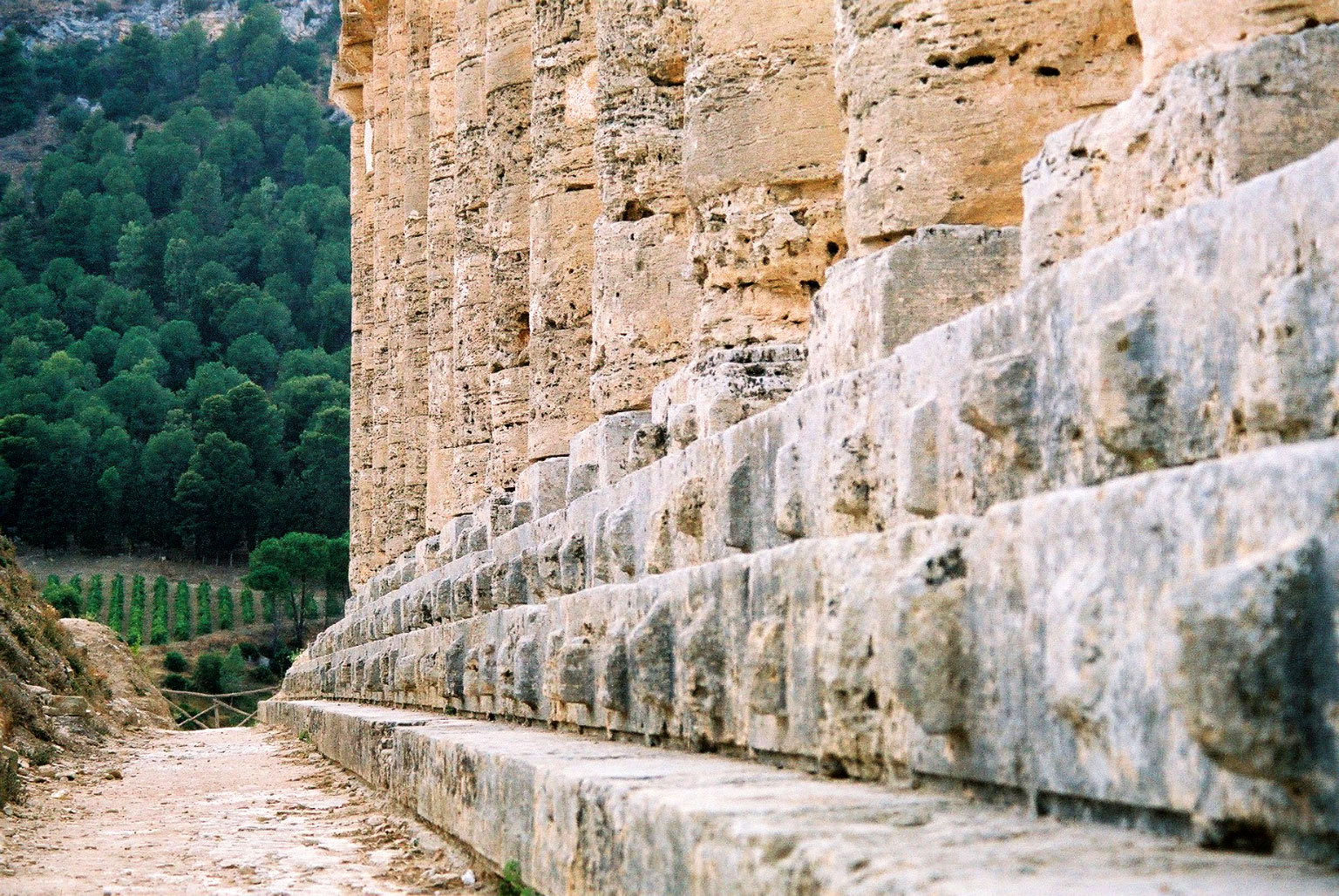
Kurvatur am Tempel von Segesta

Als Kurvatur bezeichnet man in der Architektur eine beabsichtigte, leichte Wölbung einer an sich geraden Gebäudekante. Die Kurvatur nimmt dem Gebäude die kühle Strenge; obwohl sie kaum auffällt, ordnet sie in der Wahrnehmung die Einzelteile dem Gesamtkonzept des Baus unter und bricht die geometrische Starrheit der Linien auf, wodurch der Bau harmonischer und lebendiger erscheint. Eine exakte, wahrnehmungstheoretische Begründung für diesen Effekt ist nicht bekannt.

## Geschichte und Beschreibung
Die Kurvatur wurde wohl in der antiken griechischen Architektur in archaischer Zeit entwickelt. Der früheste Bau, an dem eine Kurvatur zu beobachten ist, ist der Apollontempel von Korinth aus der Mitte des 6. Jahrhunderts v. Chr., wegen seiner geringen Reste jedoch nicht abschließend beweisbar. Ab der griechischen Klassik ist die Kurvatur in der antiken Architektur weit verbreitet, besonders im Tempelbau, aber beispielsweise auch bei Säulenhallen (Stoa) und in römischer Zeit an von Ädikulä und Säulenreihen gegliederten, mehrgeschossigen Prunkfassaden.
Die Kurvatur erstreckt sich auf alle horizontalen Bauglieder einer Gebäudefront. Der Stufenbau und das Gebälk oberhalb der Säulen steigen dabei in Form einer flachen Kurve zur Mitte hin leicht an (etwa 2 cm am Apollontempel Korinth, etwa 20 cm am Apollontempel von Didyma). An Tempeln wurde die Kurvatur bisweilen nicht nur auf der Fassade angewandt, sondern erstreckte sich über die ganze Grundfläche des Baus, die also sphärisch gekrümmt ist. Das heißt, die Bauteile stiegen nicht nur zur Mitte der Fassade, sondern auch zum Inneren des Gebäudes hin leicht an.

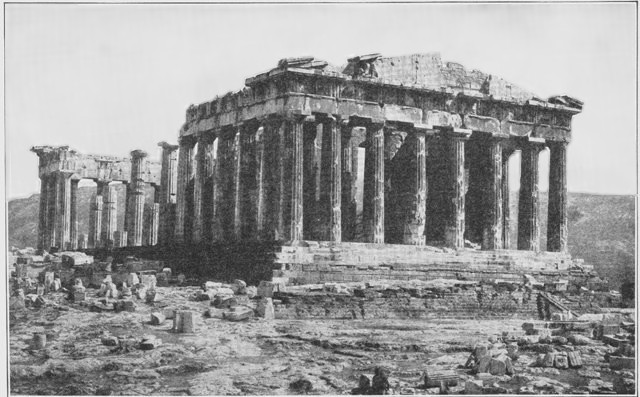
Der Parthenon im 19. Jahrhundert

Von der Historischen Bauforschung wurde die Kurvatur erstmals in den 1860er Jahren durch den Architekten Ernst Ziller am Parthenon in Athen festgestellt und beschrieben, blieb aber noch einige Zeit bestritten, beispielsweise durch Josef Durm. Der Begriff Kurvatur wurde von der Forschung des 19. Jahrhunderts eingeführt, die antike griechische Bezeichnung ist unbekannt, die lateinische Bezeichnung adiectio (Hinzufügung) bei Vitruv ebenfalls unsicher. Bis heute ist in der Forschung der genaue geometrische Kurvenverlauf der Kurvatur umstritten. Für einzelne Bauten wird die Form einer Parabel oder einer Ellipse diskutiert.
Zur technischen Herstellung der Kurvatur nennt Vitruv als ein Verfahren scamilli impares („ungleiche Bänkchen“). Was man sich hierunter vorzustellen hätte, war unbekannt, bis vor einigen Jahren ein Baubefund hiermit in Verbindung gebracht wurde: Demnach wurden in die anscheinend noch nicht fertig abgearbeitete Oberseite einer Steinlage einzelne Messmarken eingetieft, deren Boden auf gleicher Höhe liegt. Anschließend wurden wohl verschieden hohe Messplättchen (Bänkchen) eingelegt, die angaben, wie weit die Oberseite abzuarbeiten ist, um die Kurvatur herzustellen.
Andere in der Antike verwendete Methoden architektonischer Verfeinerung sind eine leichte Einwärtsneigung (Inklination) der Säulen, ein Verstärken bestimmter Säulen (an den Ecken oder auf der Frontseite des Gebäudes), oder eine Schwellung des Säulenschaftes, die sogenannte Entasis.